# 協和銀行
株式会社協和銀行（きょうわぎんこう、英: The Kyowa Bank, Ltd.）は、かつて存在した日本の都市銀行。1991年4月1日に埼玉銀行と合併し協和埼玉銀行（後のあさひ銀行）となった。現在のりそな銀行の前身のひとつ。

## 歴史
当行は第二次世界大戦末期の1945年5月に9行の貯蓄銀行の新立合併により設立された日本貯蓄銀行が、戦後の1948年7月に普通銀行に転換し協和銀行と改称（商号変更）したものである。以下、これら前身行の沿革を示す。

### 日本貯蓄銀行
1945年5月、以下の9つの貯蓄銀行が合併して日本貯蓄銀行が設立された。
日本貯蓄銀行は戦時体制の下、貯蓄増強といった国策を遂行するために並立する大手貯蓄銀行を強制的に統合し成立した銀行である。従って、母体行によって所在地・営業形態などは全く異なっていた。

#### 不動貯金銀行
1900年、牧野元次郎により設立された貯蓄銀行。当初「不動貯金」（据置貯金。現在の定期預金だが期間が超長期のもの）、「出世貯金」（抽選で利子を先払いする貯金）を考案したが失敗。その反省から「三年貯金」（のち「ニコニコ貯金」。現在の定期積金）を開始。外務員が預金者を勧誘し、また定期的に訪問して集金するスタイルが受け、業績が拡大。大黒信仰を基にした「ニコニコ主義」をモットーに日々の貯蓄の重要性を外務員を通じて預金者に説いた牧野の経営手腕により、合併直前には全国規模で最大手の貯蓄銀行となっていた。

#### 内国貯金銀行
三井銀行出身の前山久吉の手により1912年に開業した貯蓄銀行（1945年まで存続）。前山は零細預金者の預金を取りまとめ株式市場等で巧みに運用して好成績を上げ、その結果内国貯金銀行は国内有数の機関投資家としてその名を高めていた。

#### 安田貯蓄銀行
安田財閥系の貯蓄銀行。当初金城貯蓄銀行として金沢市で開業。まもなく東京に移駐。安田銀行（現在のみずほ銀行）と関係が深かったが、相互補完の関係はなくお互い独自の道を歩み、遂に合併しなかった。なお、二大貯銀の一方である不動貯金銀行が外務員中心の営業を行っていたのに対し、安田貯蓄銀行は店舗中心の営業を行っていた。

#### 東京貯蓄銀行
第一銀行（渋沢財閥）系の貯蓄銀行。第一銀行が三井財閥の手に戻りそうになった明治中期、第一銀行首脳陣が次善策として設立し、身代わり銀行として開業したもの。その後第一銀行は三井からの独立を守り、以降第一銀行と店舗・窓口を共用するいわゆる共同店舗を設置するなど、同行の補完的存在として機能していた。

#### 第一相互貯蓄銀行
第一生命保険社長の矢野恒太が興した貯蓄銀行。矢野が推奨する「相互主義」をモットーとし、銀行の収益はまず預金者への利息へ振り分けた。生命保険の発想や営業を貯蓄銀行に持ち込み、保険加入者が預金者となるケースも多く事実上第一生命の銀行部門を形成していた。

#### （旧）日本貯蓄銀行
1922年に名古屋の系列の異なる3貯蓄銀行（愛知銀行系の丸八貯蓄銀行、伊藤銀行系の伊藤貯蓄銀行、明治銀行系の明治貯蔵銀行）が合併、丸八貯蓄銀行を存続銀行とし、銀行名を改名して成立した。当初は旧3行で役員などのバランスが取られていたが、1932年に明治銀行が破綻すると愛知銀行との関係が強まった。1941年には愛知銀行と伊藤銀行などが合併して東海銀行（後のUFJ銀行→現在の三菱UFJ銀行）となると、同行を補完する関係になった。名古屋市に本店を置き、中京圏一帯に店舗網があった。日本貯蓄銀行の名称は、1945年の国策による合併後も銀行名として引き継がれる形となったが、日本貯蓄銀行は存続銀行ではない。

#### 大阪貯蓄銀行
山口財閥系の貯蓄銀行。大阪市に本店を置き、三和銀行（後のUFJ銀行→現在の三菱UFJ銀行）と補完関係にあった。

#### 摂津貯蓄銀行
1920年設立の岸本財閥系の貯蓄銀行で大阪市に本店を置いた。1926年、大阪実業銀行（1885年11月25日設立）を合併。

#### 日本相互貯蓄銀行
第一相互貯蓄銀行の成功を見て、日本生命保険の関係者が興した貯蓄銀行。大阪市に本店を置き、近畿地方に店舗網があった。

### 協和銀行
1948年、戦後強まったインフレーションがさらに高進し、公社債などに資金運用が限られた貯蓄銀行は軒並み逆ざや状態となり、遂に民間の貯蓄銀行は経営が成り立たなくなってしまった。日本貯蓄銀行も普通銀行に転換して協和銀行と改称。市中金融に進出して経営改善を図った。以降、協和銀行は全国各地に点在していた店舗網を再編。地方店舗や都心部の重複店を整理する一方、首都圏の住宅地などに集中して店舗を開設。ユリの花をトレードマークとし、リテールバンクに特化した経営を続けた。
合併行でもあるため、長らく日銀出身者が頭取を務めていたほか、都銀中・下位行におけるサバイバル戦略が俎上にのる渦中、東海銀行が名古屋、北海道拓殖銀行が北海道、埼玉銀行が埼玉と圧倒的な地盤を擁するのにかかわらず、それを擁しないことが協和銀の致命的弱点であるとの指摘もされていた。加えて大企業のメインバンクにはなれず、常にサブバンクの地位に甘んじていた。そうした折、準主力行を担っていた安宅産業が経営破綻。同社の解体処理では7年間にわたり1000億円にのぼる損失を償却した。これによって軌道修正を図り、1980年代中頃から中堅・中小企業と個人を重視する方針を掲げ、経営戦略を転換した。
1990年4月、金融の自由化や国際化をにらみ太陽神戸三井銀行が合併によって誕生するなどの環境において、同年初夏、1985年から都銀としては初めてとなる第3次オンラインシステムを共同で構築し、また新商品開発にも共に取り組むなど気心の知れた仲であった埼玉銀から協和銀に合併を打診。翌91年4月1日対等合併。協和埼玉銀行として発足し、1992年、あさひ銀行に商号を変更した。

## 沿革
- 1945年5月15日 - 株式会社日本貯蓄銀行設立。
- 1948年7月 - 普通銀行へ転換。株式会社協和銀行へ商号変更。
- 1951年10月 - 東証に上場[1]。
- 1978年12月 - 本店を東京都千代田区大手町一丁目1番2号に移転[1]。
- 1990年1月 - ロンドン、チューリッヒ、バーゼル、ジュネーブ各証券取引所に上場[1]。
- 1991年4月1日 - 株式会社埼玉銀行を合併。株式会社協和埼玉銀行に商号変更。

## 主要株主
以下の企業は前身行にあたる日本貯蓄の系譜から主要株主に連ねていた企業の一部（銀行保険業）である。融資先によっては、主要株主となっている（いた）ところもある。
- 日本生命保険
日本相互貯蓄からの関係で主要株主となる。
- 第一生命保険
第一相互貯蓄からの関係で主要株主となる。現在もりそな銀行と関係が深い。
- 三井生命保険・三井信託銀行
内国貯金（旧三井銀行→さくら銀行のOB会社）からの関係で主要株主となる。
- 安田生命保険・安田信託銀行
それぞれ安田貯蓄からの関係で主要株主となる。旧日本貯蓄銀行は持株比率から安田財閥系の会社と見なされていた。
- 中央信託銀行
東京貯蓄（旧第一銀行系）および旧日本貯蓄（旧東海銀行系）の関連。中央信託銀行は、旧第一銀行系の旧第一信託銀行（朝日銀行に改称後、第一銀行に合併）から信託部門を分離し、旧東海銀行の信託部門と統合して成立した経緯を持つ。この関係で主要株主となる。
- 東洋信託銀行
大阪貯蓄（旧三和銀行より信託部門が分離独立、旧野村證券・旧神戸銀行（のち太陽神戸三井銀行→さくら銀行京阪神（大阪・兵庫）部門の一部。なお、このうち兵庫部門の大部分は同行が支援し支配株主となったみなと銀行に順次、継承されている）の三社合弁で設立）の関係で主要株主となる。

## キャラクター
1981年、マスコットキャラクターにディック・ブルーナのミッフィー（うさこちゃん）を採用した。一般に「ミッフィーの銀行」として知られ、顧客獲得の決め手となった。埼玉銀との合併後の協和埼玉銀でも引き続きミッフィーが使用された。
1991年1月1日からの銀行のテレビCM解禁の方針に沿って、地味な銀行の印象を変えたいと将来を見据え、当時の中高生の間で人気を博していた中山美穂をイメージキャラクターとして起用した。なお本行での起用に先立ち、前年の1990年に子会社の協和銀クレジットの発行する「協和カード」のCMで中山を起用している。また協和埼玉銀発足後には中山のほか、埼玉銀のイメージキャラクターであった緒形拳、鷲尾いさ子の3人が個別あるいは一緒に訴求対象に応じたCM等に出演していた。